# Noc księżycowa nad Dnieprem
Noc księżycowa nad Dnieprem (ros. Лунная ночь на Днепре) – obraz olejny autorstwa rosyjskiego artysty Archipa Kuindżego namalowany w 1880 r.
Obraz jest przechowywany w Państwowym Muzeum Rosyjskim w Petersburgu (numer inwentarzowy W-4191). Rozmiary dzieła to 105 × 146 cm (według innych źródeł – 105 × 144). Obraz ukazuje szeroką rzekę – Dniepr – w letnią, księżycową noc. Zielonkawa wstęga rzeki, w której odbija się światło księżyca, przecina równinę, która na horyzoncie zlewa się z ciemnym niebem pokrytym rzędami chmur. Płótno to jest uważane za najbardziej znane dzieło Kuindżego i największe twórcze osiągnięcie artysty.

## Historia

### Praca nad obrazem i jego sprzedaż
Obraz „Noc księżycowa nad Dnieprem” powstał w 1880 r., krótko po tym, gdy Kuindży zerwał ze Towarzystwem Objazdowych Wystaw Artystycznych (pieriedwiżnikami). Przyczyną konfliktu był anonimowy artykuł zawierający ostrą krytykę krajobrazów Kuindżego, który, jak się później okazało, został napisany przez jednego z członków założycieli organizacji pieriedwiżników Michaiła Clodta. Kuindzhi uczestniczył w wystawach Towarzystwa w latach 1874–1879, po raz ostatni w wystawie siódmej, na której zaprezentował obraz „Brzozowy gaj”.
Pracując nad obrazem „Księżycowa noc nad Dnieprem”, Kuindży zapraszał do swojej pracowni na Małym Prospekcie Wyspy Wasylewskiej przyjaciół i znajomych, by sprawdzić, jakie wrażenie wywiera na nich obraz. Byli wśród nich pisarz Iwan Turgieniew, poeta Jakow Połonski, chemik Dmitrij Mendelejew, malarze Iwan Kramskoj i Pawieł Czistiakow. Turgieniew, jeden z pierwszych, którzy zobaczyli dzieło, według relacji Połonskiego był nim zachwycony. Sam Połonski zaś pisał: „Widzieliśmy w złotej ramie lub w otwartym oknie ten księżyc, te chmury, tę mroczną dal, te „drżące światła smutnych wiosek” i te łuny światła, srebrne odbicie księżyca w nurtach Dniepru, oblewającego tę dal, tę poetycką, spokojną, majestatyczną noc”. Pełną zachwytu opowieść Turgieniewa o nowym obrazie, nad którą pracował Kuindży, usłyszał wielki książę Konstanty Konstantinowicz wiosną 1880 r. podczas wieczoru u hrabiny Anny Komarowskiej, damy dworu wielkiej księżnej Aleksandry Iosifowny .
Zainteresowany Konstanty Konstantinowicz postanowił odwiedzić Kuindżego w pracowni – wiadomo było, że artysta co niedzielę na dwie godziny przyjmował zwiedzających. Kuindży nie znał wielkiego księcia i w mundurze oficera marynarki wojennej nie rozpoznał go. Niemniej zaprosił gościa do pracowni i pokazał mu obraz. 14 marca 1880 r. Konstanty Konstantinowicz tak opisał swoje wrażenia po obejrzeniu obrazu w dzienniku: „Jakbym zamarł na miejscu. Ujrzałem widok szerokiej rzeki; księżyc w pełnił oświetla jej znaczną odległość, około 30 wiorst. Tak samo się czułem, gdy wychodziłem na wzniesienie, skąd widać majestatyczną rzekę oświetloną przez księżyc. To zapiera dech w piersiach, nie możesz oderwać się od oślepiającego, magicznego obrazu, dusza tęskni”. Zapytany przez Konstantego Konstantinowicza o cenę, artysta, wciąż myśląc, że ma przed sobą zwykłego oficera marynarki, odpowiedział: „Po co panu to wiedzieć? I tak go pan nie kupi: jest drogi”. Kiedy odwiedzający powtórzył swoje pytanie, artysta podał bardzo wysoką, fantastyczną jak na tamte czasy cenę pięciu tysięcy rubli i ku swojemu zdziwieniu usłyszał odpowiedź: „Dobrze. Rezerwuję dla siebie”. Dopiero po odejściu oficera marynarki Kuindży dowiedział się, że odwiedził go wielki książę. Konstanty Konstantinowicz zapisał w dzienniku: „Powiedziałem Kuindżemu, że kupuję jego cudowne dzieło; zachwycił mnie ten obraz i mógłbym wiele dla niego poświęcić. Przez cały dzień, gdy zamykałem oczy, widziałem go przed oczami”.
Obraz po zakupie pozostał w pracowni Kuindżego – artysta kończył prace nad nim i przygotował go na wystawę, która miała się odbyć jesienią 1880 r. W tym czasie Konstanty Konstantinowicz regularnie odwiedzał pracownię, aby podziwiać arcydzieło. Po zakończeniu prac nad obrazem Kuindży zapisał na płótnie nie tylko rok, ale także dokładną datę tego wydarzenia – 5 września 1880 r.

### Wystawa jednego obrazu

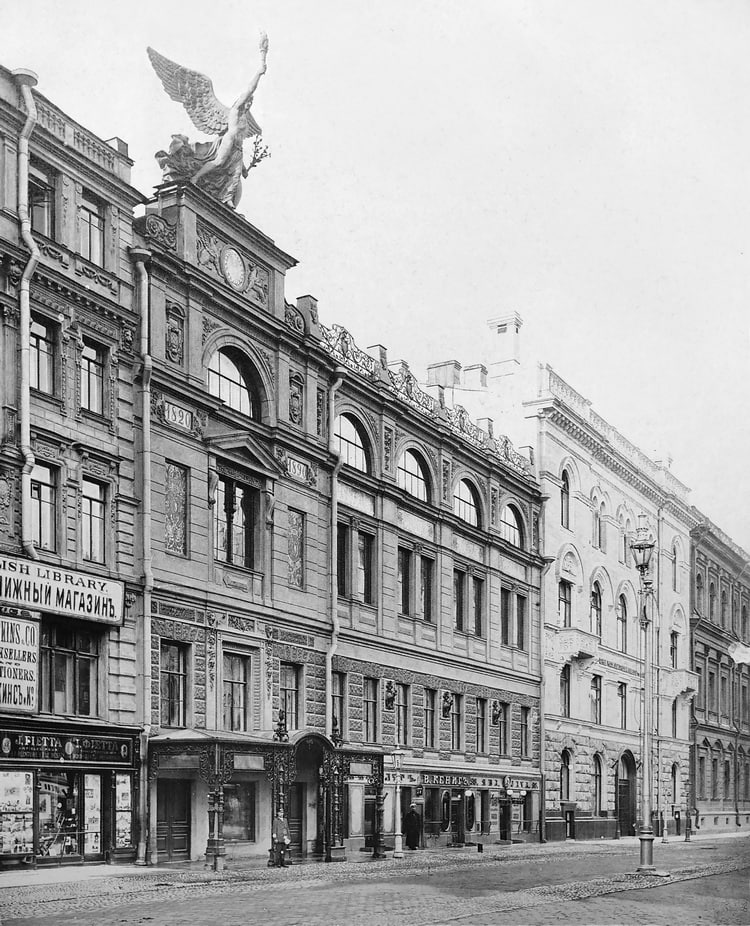
Budynek, w którym po raz pierwszy wystawiono „Noc księżycową nad Dnieprem”

Obraz został wystawiony w październiku – listopadzie 1880 r. w budynku Towarzystwa Sztuk Pięknych w Petersburgu (budynek przy ul. Dużej Morskiej nr 38). Po raz pierwszy w historii sztuki rosyjskiej był eksponowany jako jedyny obraz na wystawie. Według historyka sztuki Dmitrija Sarabjanowa w tym czasie nawet wystawy indywidualne były praktykowane rzadko, nie mówiąc już o wystawieniu pojedynczego obrazu. Płótno było eksponowane w zaciemnionym pomieszczeniu z zasłoniętymi oknami. Według niektórych relacji artysta postanowił zasłonić okna ze względu na odbicia czerwonej ściany po drugiej stronie ulicy. Obraz był oświetlony wiązką światła skierowaną na niego. Jak pisał Wasilij Manin, Kuindży wykorzystał właściwości ciepłych i zimnych kolorów: pierwsze od światła lampy stają się jeszcze bardziej jaskrawe, drugie – są pochłaniane. Ponadto z tych części płótna, w których reliefowo nałożono warstwę farby (okna chat, księżyc i jego odbicie na wodzie), padający promień światła odbijał się wyraźniej niż z gładkich jasnych powierzchni. Pod wpływem światła elektrycznego ta właściwość dawała efekt dodatkowego oświetlenia, prowadząc do pojawienia się świetlistego blasku. Historyk sztuki Olga Atroszczenko zauważyła, że efekt migotania światła i iluzja drżenia wody były zwielokrotnione przez fakt, iż krawędzie odbicia księżyca na rzece zostały wydrapane suchym pędzlem, a światło inaczej odbijało się na wypukłych i wklęsłych częściach obrazu.
Aby zobaczyć płótno, ludzie czekali w kolejce, a wielu odwiedzało wystawę więcej niż raz. Odwiedzających przyciągał niezwykły realizm światła na obrazie, wielu sugerowało, że artysta użył wyjątkowych farb, a niektórzy spoglądali za obraz, próbując sprawdzić, czy nie został on namalowany na szkle i czy nie ma za nim dodatkowego źródła światła. Jeden z widzów komentował, że nie istnieją farby, które pozwoliłby tak namalować księżyc i nazywał obraz „diabelskim”.

### Obraz na okręcie wielkiego księcia Konstantego
Pod koniec 1880 r., po zakończeniu wystawy, wielki książę Konstanty Konstantinowicz udał się w rejs na pokładzie krążownika „Giercog Edinburgski”, zabierając obraz ze sobą. Syn wielkiego księcia, książę krwi imperatorskiej Gabriel Konstantinowicz pisał w swoich wspomnieniach, że Kuindży kategorycznie sprzeciwiał się umieszczeniu obrazu na statku, obawiając się, że wysoka wilgotność i parowanie wody morskiej może negatywnie wpłynąć na koloryt dzieła. Kuindży zamierzał nawet zgłosić sprawę do sądu, jednak ostatecznie wielki książę i tak zabrał obraz ze sobą.

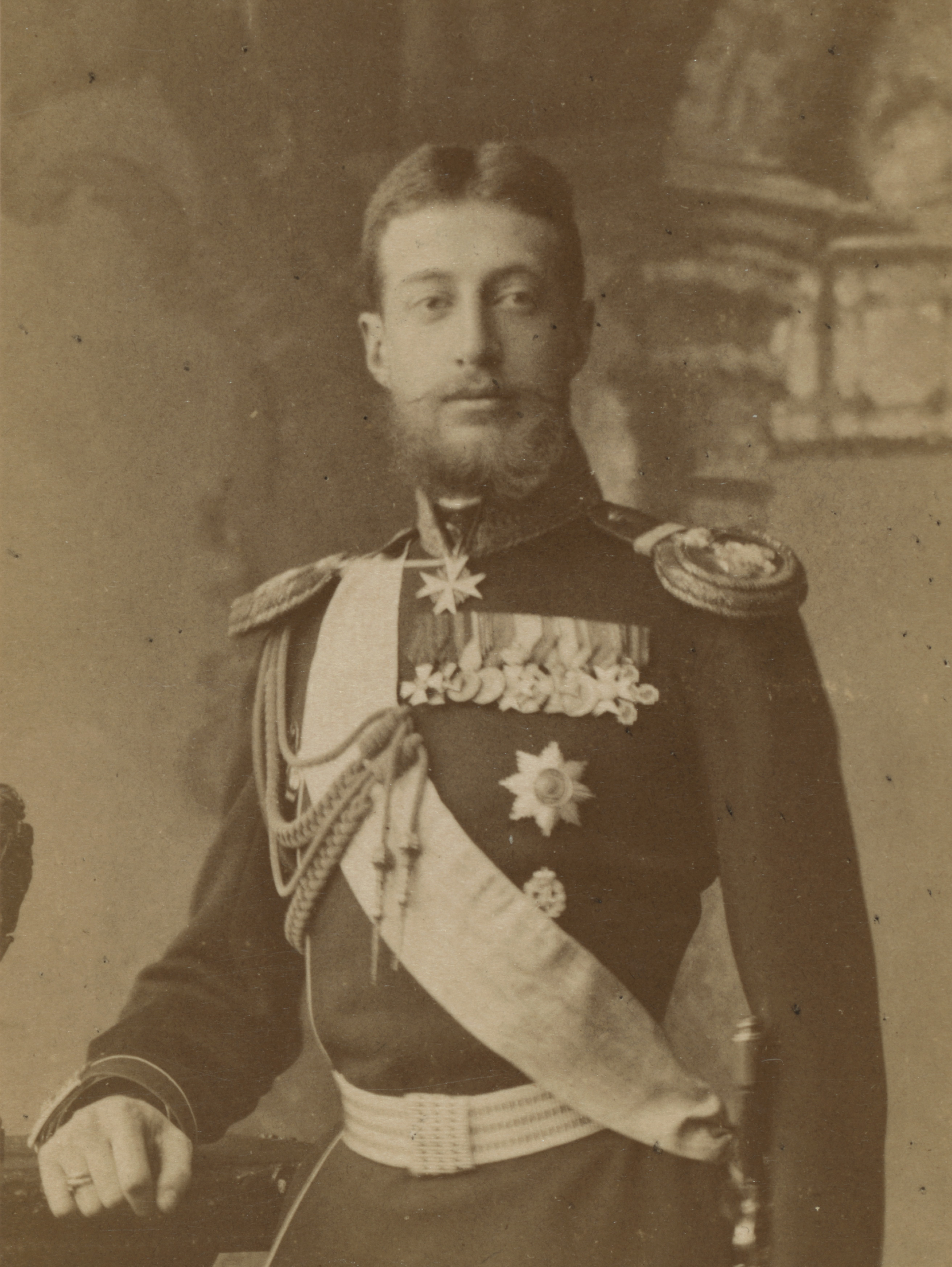
Wielki książę Konstanty Konstantinowicz – pierwszy właściciel obrazu

Nie tylko autor martwił się wpływem podróży morskiej na stan obrazu. Gdy Iwan Turgieniew spotkał wielkiego księcia we Francji w grudniu 1880 r., namówił go, by przywiózł obraz z Cherbourga, gdzie znajdowała się jego okręt, do Paryża. Pisarzowi udało się wystawić dzieło na dziesięć dni w galerii Zedelmeiera w Paryżu. Nie udało mu się natomiast przekonać wielkiego księcia, by zostawił obraz we Francji na cały czas swojej podróży, umożliwiając wystawienie go na Salonie w 1881 r.
Wielki książę kontynuował podróż, zabierając ze sobą obraz. Jego okręt wyszedł na Morze Śródziemne, odwiedzając w ciągu następnego roku Algierię, Włochy i Grecję, a także zatrzymując się na Malcie, w Trieście i w Aleksandrii. W maju 1881 r. Konstanty Konstantinowicz wraz z kuzynami, wielkimi książętami Sergiuszem Aleksandrowiczem i Pawłem Aleksandrowiczem odbyli pielgrzymkę do Ziemi Świętej, w której towarzyszył im kierownik rosyjskiej misji prawosławnej w Palestynie archimandryta Antonin. Kiedy okręt wielkiego księcia Konstantego przygotowywał się do wypłynięcia z Jaffy, archimandryta udał się na pokład, aby pożegnać się z wielkimi książętami i miał okazję zobaczyć obraz, który opisał następnie we wspomnieniach jako „wspaniały”. W sierpniu tego samego roku Konstanty Konstantinowicz odwiedził górę Athos, a na samym początku 1882 r., podczas pobytu w Egipcie, poważnie zachorował na zapalenie płuc i leczył się najpierw na Sycylii, a następnie w Atenach, u swojej siostry, królowej greckiej Olgi Konstantinowny. Po otrzymaniu wiadomości, że cesarz Aleksander III uwzględnił jego wniosek o zwolnienie ze służby morskiej, w połowie 1882 r. Konstanty Konstantinowicz powrócił do Rosji.
Obawy malarza potwierdziły się: podczas podróży płótno zostało poważnie uszkodzone. Według relacji Kuindżego po powrocie z rejsu obraz był uszkodzony w wielu miejscach, pojawiły się na nim rysy. Konstanty Konstantinowicz poprosił artystę o renowację dzieła, a ten zgodził się. Nie udało mu się jednak całkowicie odrestaurować obrazu. W dużej mierze było to spowodowane tym, że przy tworzeniu płótna zastosowano farby zawierające bitum, które ciemniały pod wpływem jasnego światła i morskiego powietrza.
W 1882 r. Kuindży zorganizował jeszcze jedną wystawę indywidualną, na której eksponowano trzy obrazy: autorską kopię „Noc nad Dnieprem” (być może tę, która jest obecnie przechowywana w Galerii Trietiakowskiej), drugą wersję obrazu „Brzozowy gaj”, a także nowe dzieło „Dniepr o poranku”. Wystawa odbyła się w Moskwie w domu Sołodownikowa na Moście Kuźnieckim. Tym razem wszystkie obrazy były pokazywane przy świetle dziennym.
Krytyk i publicysta Michaił Niewiedomski, autor biografii artysty opublikowanej w 1913 r., pisze, że po wystawie w Moskwie „Noc nad Dnieprem” była także wystawiana w Petersburgu, a autor otrzymał dwa zamówienia na wykonanie kopii obrazu. Pracował na nim długi czas, ale ostatecznie nie przekazał ich klientom. Oba obrazy pozostały w jego pracowni i razem z jego ostatnimi dziełami zostały zapisane w testamencie towarzystwu jego imienia.
Po powrocie z podróży morskiej obraz „Noc księżycowa nad Dnieprem” był przechowywany w kolekcji wielkiego księcia Konstantego Konstantinowicza w Pałacu Marmurowym. Początkowo znajdował się w „Pokoju Carskim” na pierwszym piętrze, następnie wielki książę przeniósł go do swojego gabinetu – „Salonu Orzechowego”. W 1915 r., po śmierci wielkiego księcia, Marmurowy Pałac przeszedł na własność jego synów, z tym, że wdowa po zmarłym otrzymała dożywotnie prawo zamieszkiwania w nim. Po rewolucji obraz przeszedł w ręce Rosyjskiej Akademii Historii Kultury Materialnej razem z całą kolekcją dzieł z Pałacu Marmurowego. W 1928 r. dzieło zostało przekazane do Państwowego Muzeum Rosyjskiego.

## Opis obrazu

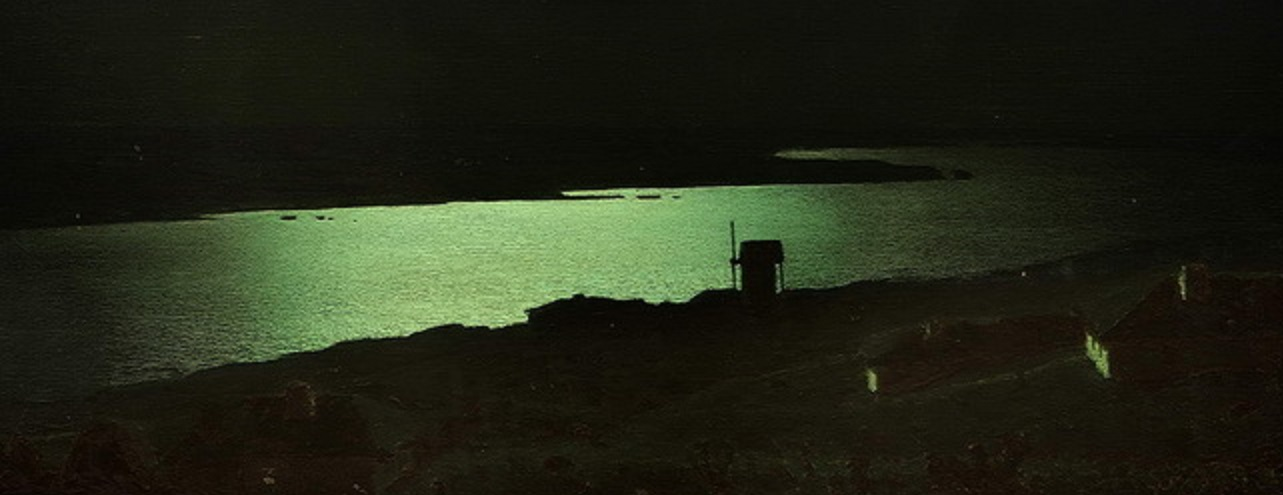
Detal obrazu – młyn nad brzegiem Dniepru

Na obrazie widoczny jest nocny letni pejzaż. Szeroka rzeka – Dniepr – płynie spokojnie między miękko nakreślonymi brzegami. Ciemne niebo ponad powierzchnią ziemi sprawia wrażenie nieograniczoności. Zielonkawa wstęga rzeki przecina równinę, która na horyzoncie zlewa się z ciemnym niebem, pokrytym rzędami lekkich chmur. W szczelinie między chmurami świeci księżyc w pełni, którego światło odbija się na powierzchni wody. Blask księżyca oświetla na bliższym brzegu rzeki niskie chaty z migoczącymi oknami, ścieżki wiodące ku rzece i wiatrak. Linia horyzontu mocno opada w dół, przez co niebo zajmuje większą część obrazu. Kompozycję krajobrazu cechuje wielka prostota i zwięzłość.
Ważną rolę w realizacji zamysłu artysty odgrywa kolorystyka dzieła. Kuindży posłużył się głównie dwiema barwami: czernią i fosforową zielenią. Pomimo tak ograniczonego schematu kolorów, kolorystyka dzieła nie wydaje się monotonna ani nudna. W czerni, użytej do namalowania nieba i równiny, prawie niemożliwe jest dostrzeżenie identycznych odcieni, podobnie nie powtarzają się odcienie zieleni, przy pomocy której namalowano światło księżyca. Czerń użyta do namalowania równiny rozciągającej się na dalszym brzegu, w miarę odsuwania się od rzeki staje się coraz głębsza, niemal zlewając się na horyzoncie z odcieniem nocnego nieba. Podobne przejścia zastosowano przy namalowaniu zieloną barwą odbić światła księżyca.

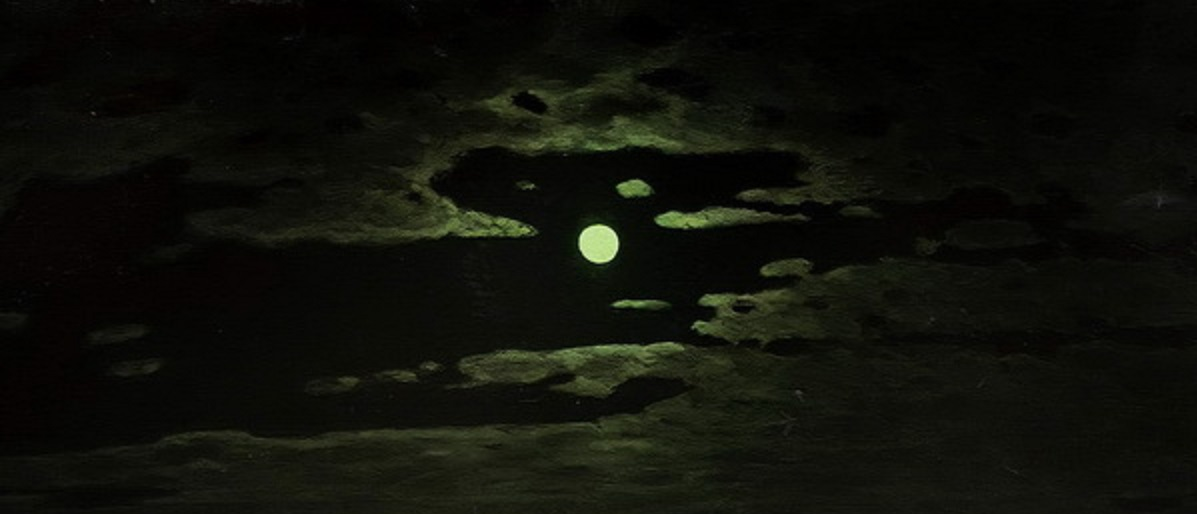
Detal obrazu – księżyc i obłoki

W poszukiwaniu spektakularnych kombinacji kolorów Kuindży odważnie eksperymentował z pigmentami. W szczególności stosował farby zawierające bitum (jak je ówcześnie nazywano „farby asfaltowe”), które, jak się później okazało, rozkładają się i ciemnieją pod wpływem światła i powietrza.
Wrażenie przestrzenności potęguje zestawienie zimnego srebrno-zielonego koloru z cieplejszymi tonami szarobrązowymi. Aby stworzyć iluzję głębi, Kuindży wykorzystał fakt, że cieplejsze tony wydają się bliższe oku widza, a zimniejsze tony – bardziej oddalone. Aby stworzyć wrażenie wibracji i tajemniczego migotania, artysta posłużył się bardzo krótkimi, niemalże przerywanymi pociągnięciami pędzla, nakładając je na srebrzyste odcienie księżycowego światła na niebie i jego odbicia na powierzchni rzeki. Nawet te fragmenty dalszego planu, które na pierwszy rzut oka wydają się być „płaskie”, w rzeczywistości składają się z kilku warstw, co umacnia wrażenie głębi. Bliski plan, w przypadku którego tworzenie iluzji głębi nie jest konieczne, został namalowany szkicowo, jedynie przy użyciu cienkiej warstwy farby; w niektórych miejscach pozostawiono niezamalowany podkład. Podobnie jak w przypadku „Brzozowego gaju”, także na tym obrazie przestrzeń organizuje strumień światła. Taka konstrukcja była charakterystyczna dla romantyzmu i można ją uznać za odejście od zasad klasycyzmu i realizmu. Jak pisał historyk sztuki Witalij Manin, Kuindży przetwarzał teoretyczne zapatrywania romantyków na kwestię przestrzeni.

## Kopie obrazu
Archip Kuindży wykonał kilka kopii i wariantów obrazu. Kopia obrazu w skali 1:1, zatytułowana „Noc nad Dnieprem”, jest przechowywana w Galerii Trietiakowskiej. Płótno to było wystawiane na pośmiertnych wystawach twórczości artysty, które odbyły się w 1913 r. w Petersburgu i 1914 r. w Moskwie. Od 1917 r. był częścią kolekcji A. i J. Lapunowych i był przechowywany w Domu z Atlantami na Solance w Moskwie. W 1930 r. obraz został odkupiony od J. Lapunowej przez Galerię Tretiakowską. Początkowo obraz ten uważano za „niedokończone powtórzenie”, obecnie jednak przyjmuje się, że jest to wariant „Nocy księżycowej nad Dnieprem”.

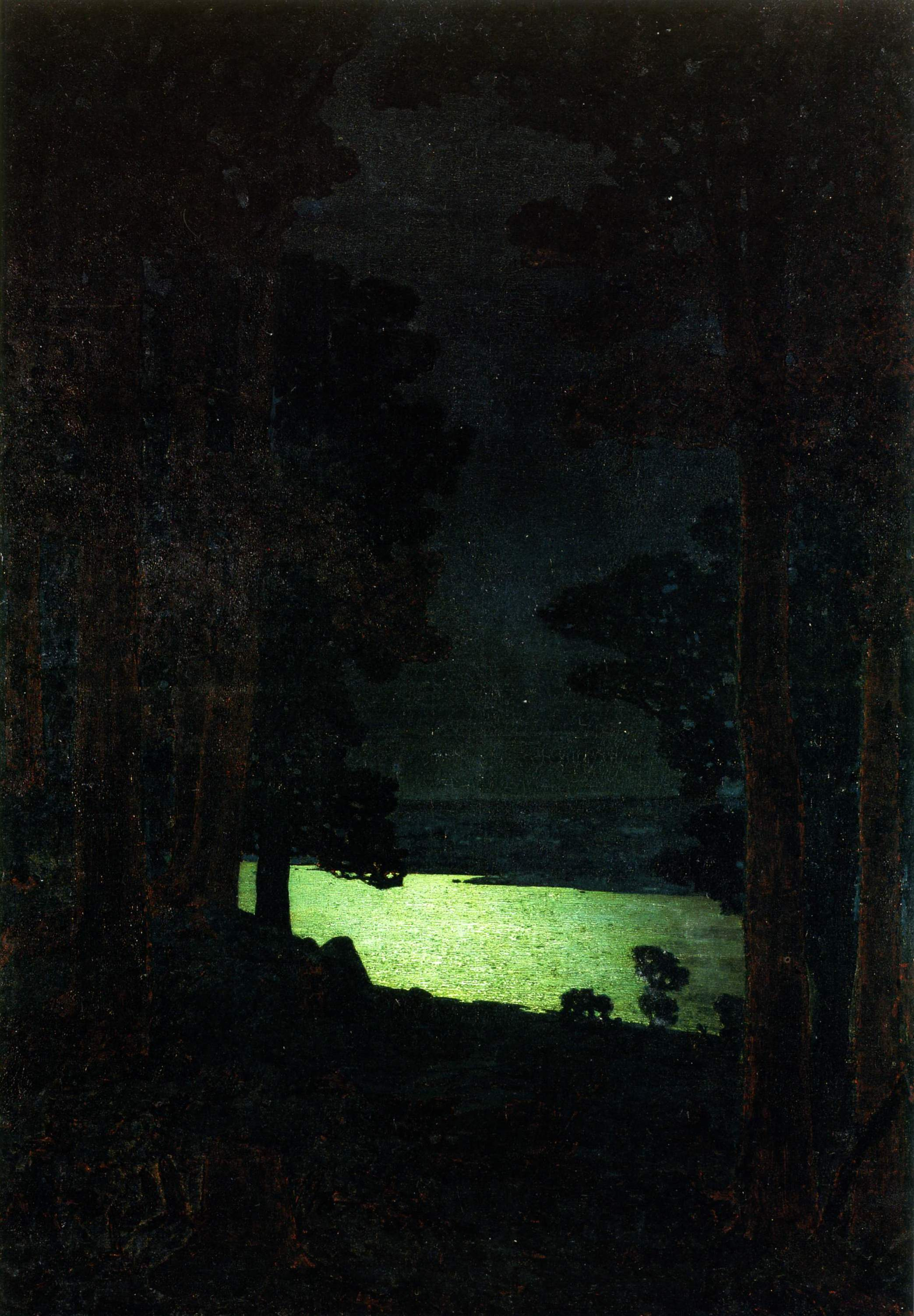
Noc nad Donem, obraz z kijowskiej Galerii Obrazów

Inne obrazy stanowiące autorskie powtórzenia kompozycji są przechowywane w Muzeum Sztuki w Symferopolu („Noc nad Dnieprem”, olej na płótnie, 111 × 147, 1882 r. powstania), w Astrachańskiej Galerii Obrazów im. P. Dogadina („Noc nad Dnieprem”, olej na płótnie, 110 × 146, 1882 r.), w Narodowym Muzeum Sztuki Białorusi („Noc nad Dnieprem”, lata 80. XIX wieku). W Galerii Obrazów w Kijowie znajduje się pionowy obraz „Noc nad Donem” (olej na płótnie, 165 × 115  cm, 1882), pierwotnie część kolekcji Fiodora Tereszczenki.
W zbiorach Galerii Trietiakowskiej znajduje się również niedatowany, pomniejszony wariant obrazu zatytułowany „Noc nad Dnieprem” (olej na drewnie 19,5 × 24). Kolejny wariant dzieła pod tym samym tytułem przechowywany jest w Muzeum Rosyjskim (olej na papierze na płótnie, 40 × 54  cm, lata 90. XIX wieku). Według niektórych źródeł kolejny autorski wariant dzieła znajduje się w zbiorach muzeum Uralwagonzawodu w Niżnym Tagile.
Według Fainy Malcewej nie są znane studia i szkice namalowane w ramach przygotowań do stworzenia obrazu, jednak nie oznacza to, że nie było ich wcale. Szkicem do „Księżycowej nocy nad Dnieprem” był niedatowany obraz ze zbiorów Muzeum Sztuki im. M. Kroszczickiego w Sewastopolu.

## Oceny i krytyka

### Opinie współczesnych
Malarz Iwan Kramskoj w liście do dziennikarza i wydawcy Aleksieja Suworina z 15 listopada 1880 r. szczegółowo opisywał wrażenie, jakie wywarł na nim obraz Kuindży, pisząc, że „«Noc nad Dnieprem»” jest pełna prawdziwego światła i powietrza, jego rzeka naprawdę płynie, a niebo jest naprawdę bezdenne i głębokie”. Kramskoj pisał, że przy pierwszym kontakcie z dziełem „nie mógł pozbyć się uczucia fizycznego podrażnienia oka, zupełnie jak po kontakcie z prawdziwym światłem”, a uczucie to pojawiało się za każdym razem, gdy widział obraz. Równocześnie, pisał Kramskoj, zachwycała go noc, fantastyczne światło i powietrze. Sam Suworin również wyjątkowo cenił płótno obraz. W jego ocenie „Noc nad Dnieprem” była nie tyle krokiem, co skokiem malarstwa naprzód. Suworin pisał o „sile kolorów niespotykanej nigdzie indziej” i magicznym wrażeniu, że nie jest to obraz, ale sama natura w miniaturze, przeniesiona przez artystę na płótno. Według Suworina w tej pracy wszystko wygląda jak w rzeczywistości.
Dmitrij Mendelejew zapisał swoje uwagi na temat obrazu w artykule „Przed obrazem A. I. Kuindży” opublikowanym w petersburskiej gazecie „Gołos” 13 listopada 1880 r. Według Mendelejewa, przed obrazem tym marzyciel zapomni się, malarz mimo woli poweźmie nową myśl o sztuce, poeta zacznie recytować wiersz, a myśliciel stworzy nowe pojęcia. W artykule na temat dzieła Kuindżego Mendelejew omawiał także bardziej złożoną kwestię związku między osiągnięciami w dziedzinie malarstwa pejzażowego a postępem nauk przyrodniczych.
Obok wielu entuzjastycznych opinii w prasie współczesnej artyście pojawiły się również oceny krytyczne. Na przykład filozof, publicysta i krytyk Nikołaj Strachow, uznając kunszt Kuindżego i nazywając jego obraz prawdziwym cudem, zarówno pod względem natężenia światła, jak i pod względem wiernego oddania odcieni nieba między księżycem i horyzontem, twierdził, że światło księżyca jest zbyt naturalne, za bardzo rzuca się w oczy i psuje harmonię obrazu. Strachow wskazywał, że mimo jaskrawego światła księżyca, oświetlającego obłoki i powierzchnię rzeki, obraz nie zdołał w pełni udać rzeczywistości. Jego zdaniem właśnie dlatego widzom wydawało się, że nie obserwują obrazu olejnego, a malowidło na szkle, oświetlone z tyłu.
Pomimo tego, że obraz „Księżycowa noc nad Dnieprem” był wystawiany w Paryżu tylko przez dziesięć dni, udało mu się przyciągnąć uwagę francuskich krytyków. W szczególności w recenzji opublikowanej pod koniec 1880 r. w gazecie „La République française”, Philippe Burty pisał, że obraz Kuindżego wywiera wrażenie głównie z uwagi na „cudowne oddanie bladego, iskrzącego się światła na powierzchni wody, pofalowanej przez nurt rzeczny”. Krytyk zauważył, że chociaż obraz na pierwszy rzut oka wywiera dziwne wrażenie, „krok po kroku wola artysty ujarzmia i przenosi na przedstawione przez niego miejsce”. Według Burty’ego „schodząca w dół gradacja światła, które wyraźnie uderza tylko w ściany chat usytuowanych na stokach wybrzeża; wysokie sylwetki łopianu; cisza panująca na rozległej przestrzeni, surowość nagiego krajobrazu bez lasu – wszystko to tworzy melancholijny i majestatyczny nastrój, niezwykle dobrze wyrażony”.

### Opinie historyków sztuki XX i XXI wieku
Omawiając wrażenie, jakie robiła „Księżycowa noc nad Dnieprem” na widzach, krytyk sztuki Władisław Zimienko określał go „całkowicie nadprzyrodzonym”. W jego interpretacji Kuindży zestawił w swojej pracy „wielkie żywioły natury: ziemię i niebo, światło i cień w takim współbrzmieniu, którego wcześniej nie znajdował”.
Faina Malcewa zauważyła, że Kuindży odniósł artystyczny sukces nie tylko przy oddawaniu efektu światła księżycowego, ale także w górnych partiach krajobrazu, który realistycznie pokazuje nocne nieba pokrytego lekkimi chmurami. Według Malcewej spośród wszystkich obrazów Kuindżego właśnie ten zasłużenie przyniósł mu prawdziwy triumf, gdyż tylko w nim malarz osiągnął taką poetycką integralność i spójność krajobrazu.
Omawiając sukces i popularność „Nocy księżycowej nad Dnieprem”, Witalij Manin porównał dzieło Kuindżego do twórczości Caspara Davida Friedricha. Według Manina, pomimo pozornego podobieństwa interpretacji wszechświata w obrazach Kuindżego i Friedricha, podobieństwo to jest powierzchone: w przeciwieństwie do dzieł Friedricha, w „Księżycowej nocy nad Dnieprem” nie ma nic magicznego. Według Manina „przestrzeń nieba u Kuindżego podlega sile ciążenia”, a „magia fascynowania nie wynika z mistycznych mocy nieba, ale ze wspaniałości prawdziwego świata, w obliczu którego człowiek jest zadziwiony i zachwycony”.
Brytyjsko-amerykański slawista i historyk sztuki John Ellis Boult uważał, że Kuindżego można uznać za najwybitniejszego przedstawiciela rosyjskiej szkoły luminizmu, a jego obraz „Księżycowa noc nad Dnieprem” to arcydzieło wśród dzieł opartych na efektach świetlnych. Według Boulta w obrazie tym Kuindży nie porzucił podstawowych zasad stylistycznych zastosowanych przy tworzeniu rok wcześniej obrazu „Brzozowy gaj”, takich jak skupienie się na centralnej części płótna i szybkiej zmianie tonów, ale jednocześnie dokonał radykalnej zmiany w konstrukcji przestrzeni obrazu, przedstawiając widok z lotu ptaka. Później zastosował podobną konstrukcję w kilku innych obrazach.
Historyk sztuki Irina Szuwałowa nazwała „Księżycową noc nad Dnieprem” najsłynniejszym obrazem Kuindżego, największym osiągnięciem twórczym artysty i, pomimo wyblakłych kolorów, „jedną z ozdób ekspozycji Muzeum Rosyjskiego”. Według niej artysta w tym obrazie osiągnął „sięgający iluzji prawdziwy i fantastyczny efekt świetlny”, w wyniku czego udało mu się stworzyć wrażenie realności światła księżyca, zarówno na niebie z grzbietami chmur, jak i na lekko falującej powierzchni płynącej spokojnie rzeki. Szuwałowa zwróciła uwagę na trafność środków zastosowanych przez artystę: dekoracyjnych plam barwnych, ich kontrastów, modulowania światła, układu przestrzennego kompozycji.